# 黒川俣村
黒川俣村（くろかわまたむら）は、かつて新潟県岩船郡にあった村。

## 沿革
- 1889年（明治22年）4月1日 - 町村制施行に伴い岩船郡北中村、北黒川村、大沢村、大毎村、中津原村、荒川村が合併し、黒川俣村が発足。
- 1955年（昭和30年）3月31日 - 岩船郡八幡村、大川谷村、中俣村、下海府村と合併し、山北村となり消滅。